# Miloșești (okręg Jałomica)
Miloșești – wieś w Rumunii, w okręgu Jałomica, w gminie Miloșești. W 2011 roku liczyła 1853 mieszkańców.